# Txema del Olmo
Txema del Olmo Zendegi (Bilbao, Biscaia, 26 de abril de 1973) é um ex-ciclista basco, profissional entre os anos 1997 e 2005, durante os que conseguiu uma única vitória.

## Biografia
O seus inícios no ciclismo foram na equipa ciclista Euskaltel Euskadi, conseguindo em suas fileiras a sua melhor actuação numa grande volta o Volta a Espanha de 2000, no que finalizou em 15º posto. Conquanto a sua única vitória conseguiu-a na oitava etapa do Tour de l'Avenir em 1998 na que também conseguiu o segundo posto no geral final.
Durante o Tour de France 2001 deu positivo num controle rotineiro em procura de eritropoietina da União Ciclista Internacional. No final de ano foi absolvido pela Federação Espanhola pela insuficiente confiabilidade dos métodos de detecção na urina. No entanto, a UCI recorreu dita decisão ao TAS, que a 16 de julho de 2002 deu a razão à UCI e decretou uma sanção de três anos (dois deles condicionados) por dopagem, pelo que não poderia voltar à competição até 17 de março de 2003. A TAS recusou mediante uma sentença posterior a argumentação da RFEC sobre a suposta não validade do método de detecção de EPO.
Ao ano seguinte fichou pela Milaneza-MSS com o que correu a Volta a Espanha de 2003.

## Palmarés
1998
- 1 etapa do Tour de l'Avenir

## Resultados em Grandes Voltas e Campeonatos do Mundo
Durante a sua carreira desportiva tem conseguido os seguintes postos nas Grandes Voltas e nos Campeonatos do Mundo em estrada:
| Carreira           | 1997 | 1998 | 1999 | 2000 | 2001 | 2002 | 2003 | 2004 | 2005 |
| ------------------ | ---- | ---- | ---- | ---- | ---- | ---- | ---- | ---- | ---- |
| Giro d'Italia      | -    | -    | -    | -    | -    | -    | -    | -    | -    |
| Tour de France     | -    | -    | -    | -    | Ex.  | -    | -    | -    | -    |
| Volta a Espanha    | -    | -    | 16º  | 15º  | -    | -    | 16º  | -    | -    |
| Mundial em Estrada | -    | -    | -    | -    | -    | -    | -    | -    | -    |

-: não participa

Ex.: expulsado por assuntos de dopaje

## Equipas
- Euskaltel-Euskadi (1997-2001)
- Milaneza-MSS (2002-2005)